# Ґромбець
Ґромбець (пол. Grąbiec) — село в Польщі, у гміні Завідз Серпецького повіту Мазовецького воєводства.
Населення — 198 осіб (2011).
У 1975-1998 роках село належало до Плоцького воєводства.

## Демографія
Демографічна структура станом на 31 березня 2011 року:
|          | Загалом | Допрацездатний вік | Працездатний вік | Постпрацездатний вік |
| -------- | ------- | ------------------ | ---------------- | -------------------- |
| Чоловіки | 93      | 27                 | 59               | 7                    |
| Жінки    | 105     | 26                 | 56               | 23                   |
| Разом    | 198     | 53                 | 115              | 30                   |